# Ондржичек, Эммануэль
Эммануэль Ондржичек (чеш. Emanuel Ondříček, выступал также под псевдонимом Флорис, чеш. Floris; 6 декабря 1880, Пльзень — 30 декабря 1958, Бостон) — чешско-американский скрипач и музыкальный педагог. Младший брат Франтишека и Карела Ондржичеков.
Окончил Пражскую консерваторию (1899), класс Отакара Шевчика; некоторое время был у него ассистентом. Затем успешно гастролировал по Европе, брал уроки у Эжена Изаи. В 1910 г. дебютировал в США концертом, основу которой составляли произведения чешских композиторов: Франтишека Бенды, Антонина Дворжака и Ондржичека-старшего, — однако одобрения рецензентов не получил. В 1912 г. пережил нервный срыв, приведший к завершению исполнительской карьеры, и целиком переключился на педагогическую деятельность. Вёл занятия в собственных школах в Нью-Йорке и Бостоне, а также в Бостонском университете. Среди его учеников — Чарлз Кастлмен, Рут Посселт и др.
Автор методических пособий — «Искусство интонирования и выразительности» (англ. The Mastery of Tone Production and Expression on the Violin; 1931) и др., сочинений для скрипки и для камерного ансамбля.